# Stazione di Mozuhachiman
La stazione di Mozuhachiman (百舌鳥八幡駅?, Mozuhachiman-eki) è una stazione ferroviaria della città di Sakai, nella prefettura di Osaka situata nel quartiere di Sakai-ku, gestita dalle Ferrovie Nankai e servita dalla linea Kōya; fermano solamente i treni locali e semiespressi.

## Linee e servizi
Ferrovie Nankai
● Linea Nankai Kōya

## Struttura
La stazione è dotata di due marciapiedi laterali e due binari passanti, collegati al fabbricato viaggiatori da una passerella sopraelevata.
| 1 | ● Linea Nankai Kōya | per Nakamozu (serv. diretto via ferrovia Semboku per Izumi-Chūō), Kawachinagano, Hashimoto e Kōyasan |
| 2 | ● Linea Nankai Kōya | per Shin-Imamiya, Imamiyaebisu e Namba                                                               |

## Stazioni adiacenti
| «                 | Servizio           | »                 |
| Linea Nankai Kōya | Linea Nankai Kōya  | Linea Nankai Kōya |
| ----------------- | ------------------ | ----------------- |
| Mikunigaoka       | Locale             | Nakamozu          |
| Mikunigaoka       | Semiespresso       | Nakamozu          |
| Transito          | Espresso sezionale | Transito          |
| Transito          | Espresso           | Transito          |
| Transito          | Espresso Rapido    | Transito          |
| Transito          | Espresso Limitato  | Transito          |